# Nicolò Chetta
Nicolò Chetta lub Nicola Chetta (alb. Nikollë Keta; ur. 12 lipca 1741 w Contessie Entellinie, zm. 15 grudnia 1803 w Palermo) – włoski duchowny i poeta narodowości arboreskiej. Tworzył w języku albańskim oraz greckim.

## Życiorys
Ukończył studia w greckim seminarium duchownym w Palermo, w 1777 roku został jego rektorem. W tym samym roku utworzył pierwszy w historii albańskojęzyczny sonet.